# Понте Биђинело (Падова)
Понте Биђинело је насеље у Италији у округу Падова, региону Венето.
Према процени из 2011. у насељу је живело 23 становника. Насеље се налази на надморској висини од 6 м.